# Stromovka
Stromovka (officiellement Královská obora « réserve de chasse royale ») est une réserve naturelle de Prague. Elle se situe dans la plaine inondable de la Vltava, au sud de l'île Cisarsky (« l'île Impériale»), dont la sépare un canal. Avec ses 91 hectares, c’est l’un des parcs paysagers naturels les plus importants de Prague. Il s’agit d’un système de zones herbeuses et boisées, qui ont à la fois une forme de parc et une forme de forêt. Il y a de nombreux étangs. 
Elle est protégée comme monument naturel et également en tant que monument culturel avec le palais d’été du gouverneur. Elle est populaire auprès des Pragois et utilisée à des fins sportives, récréatives, culturelles et éducatives. 

## Histoire
On attribue généralement la fondation de cette réserve de chasse à Ottokar II de Bohême en 1268. La première référence à Královská obora la réserve de chasse royale, date de 1320, lorsque Jean Ier de Bohême y organise un tournoi de chevalerie.
En 1495, Vladislas IV de Bohême y fait construire un pavillon de chasse. En 1547, un étang y est introduit et 12 ans plus tard la réserve  est agrandie. Après 1578, le pavillon de chasse est réaménagé. 
Rodolphe II du Saint-Empire y ordonne plusieurs rénovations, la création de nouveaux lacs, et l'aménagement d'une galerie afin d'alimenter en eau le nouveau grand lac. Cette galerie apportait l'eau de la Vltava sous le quartier Letná directement au centre de la réserve.
En 1689, une grande salle royale est construite aux frais du comte Kryštof Vratislav. Elle est nommée aujourd'hui Šlechtova restaurace (le restaurant de la noblesse).
À partir de 1804, la réserve est ouverte au public et se transforme peu à peu en parc. Au XIXe siècle, quelques étangs sont détruits. 
En 2002, les inondations pragoises détruisent une grande partie de la végétation qui comprenait plusieurs arbres exotiques.
Stromovka est un des lieux préférés des Pragois pour les sorties dominicales, différents sports comme le roller ou la course à pied et quelques activités culturelles.

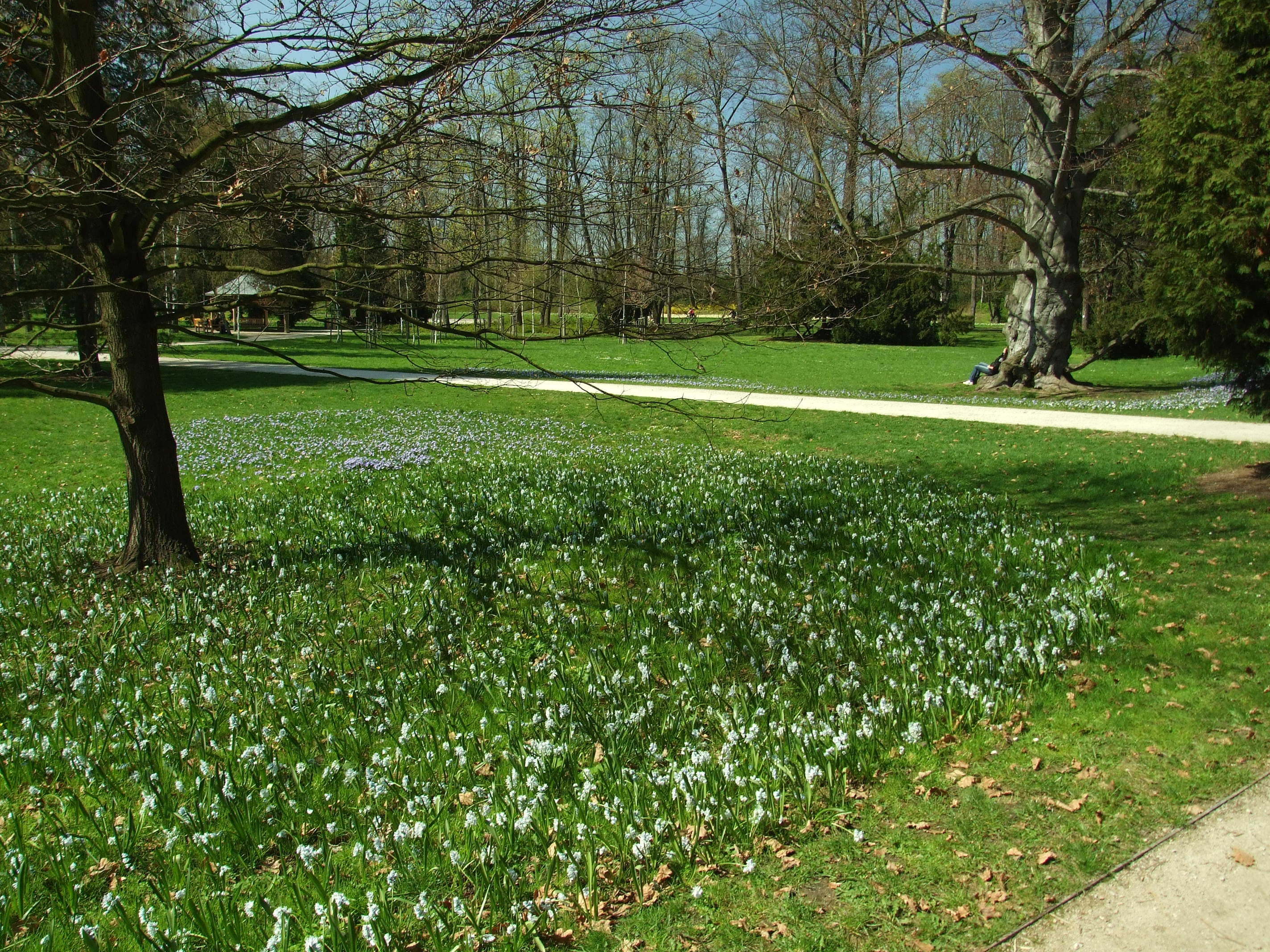
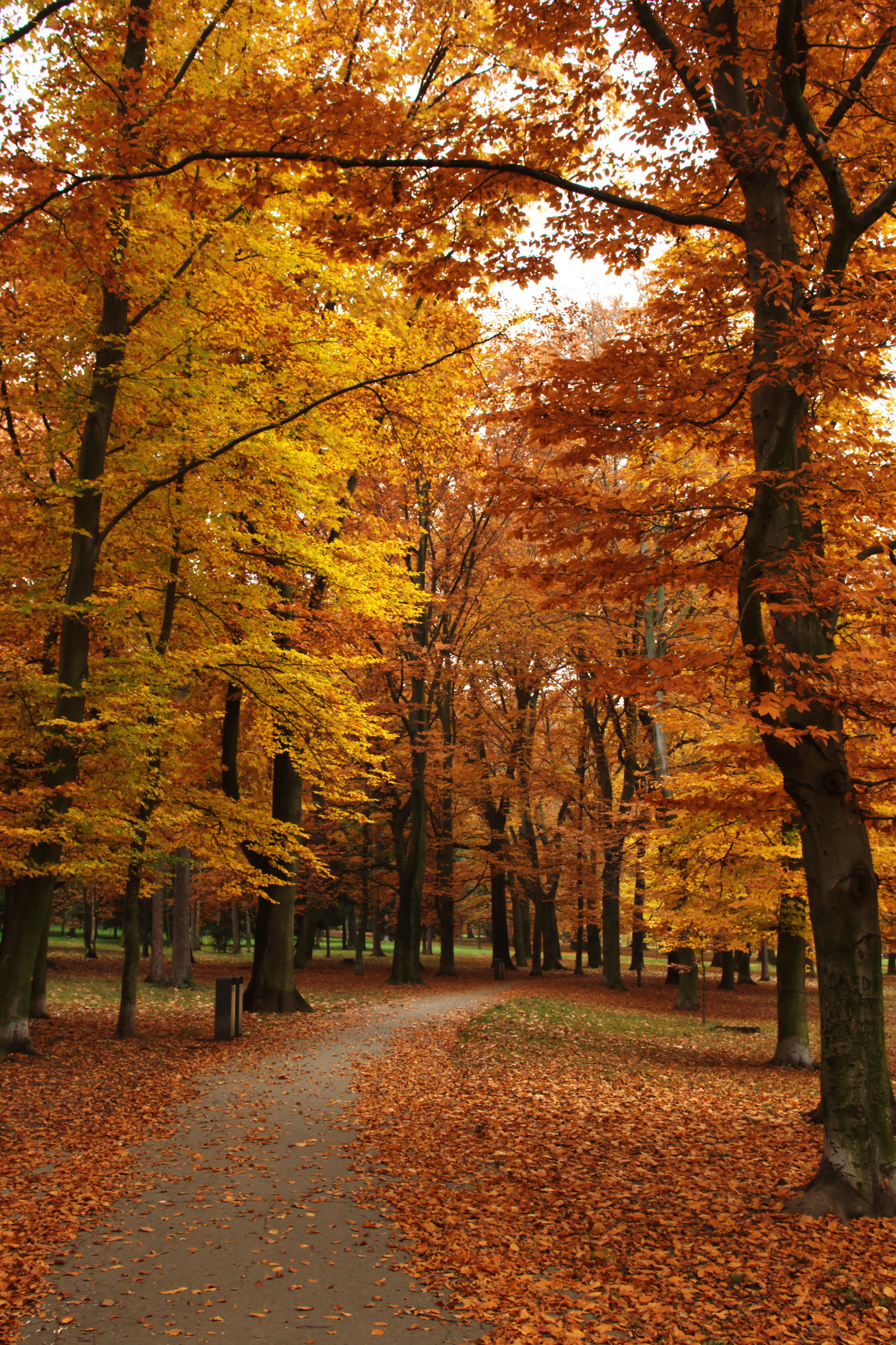
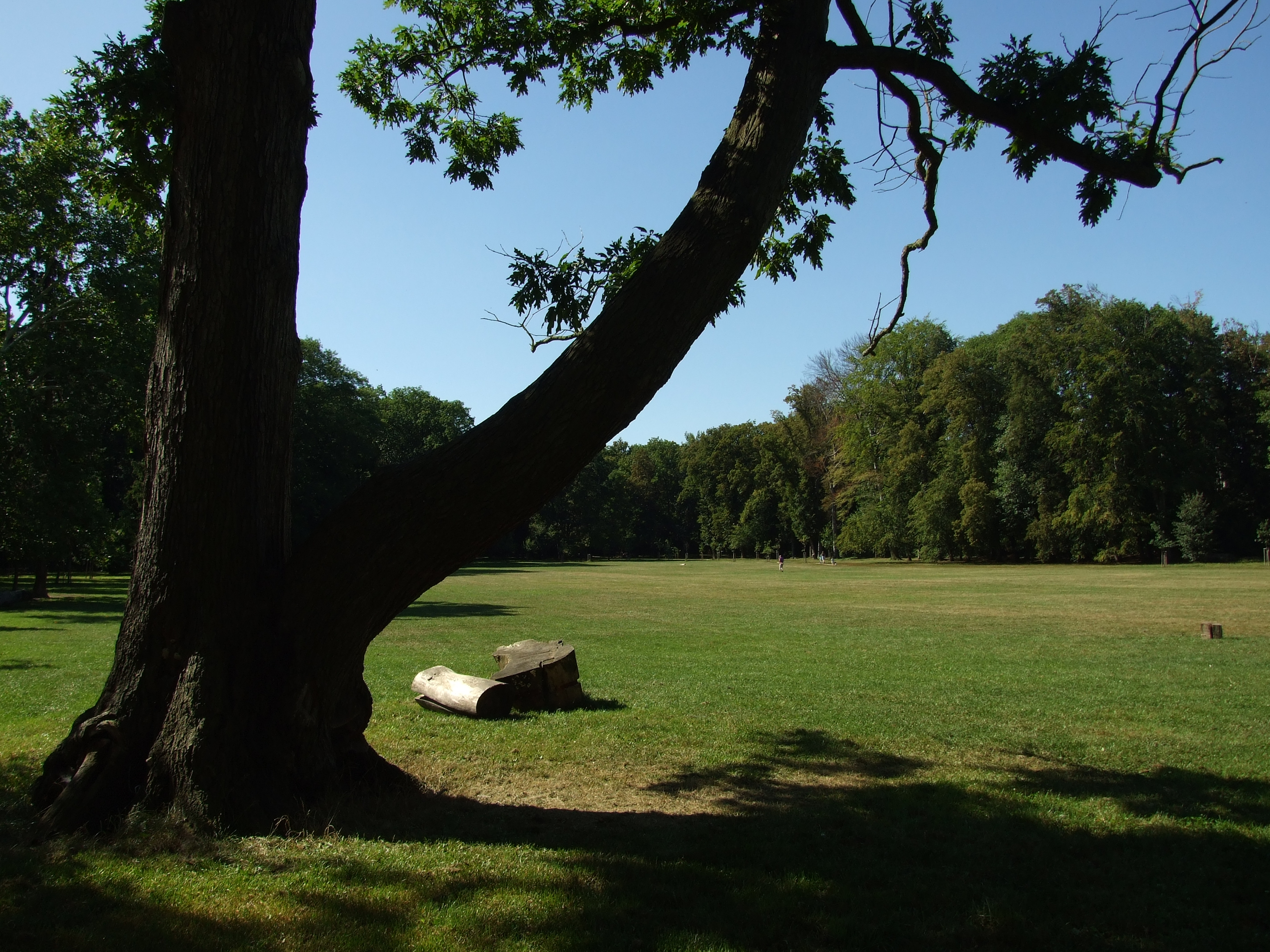
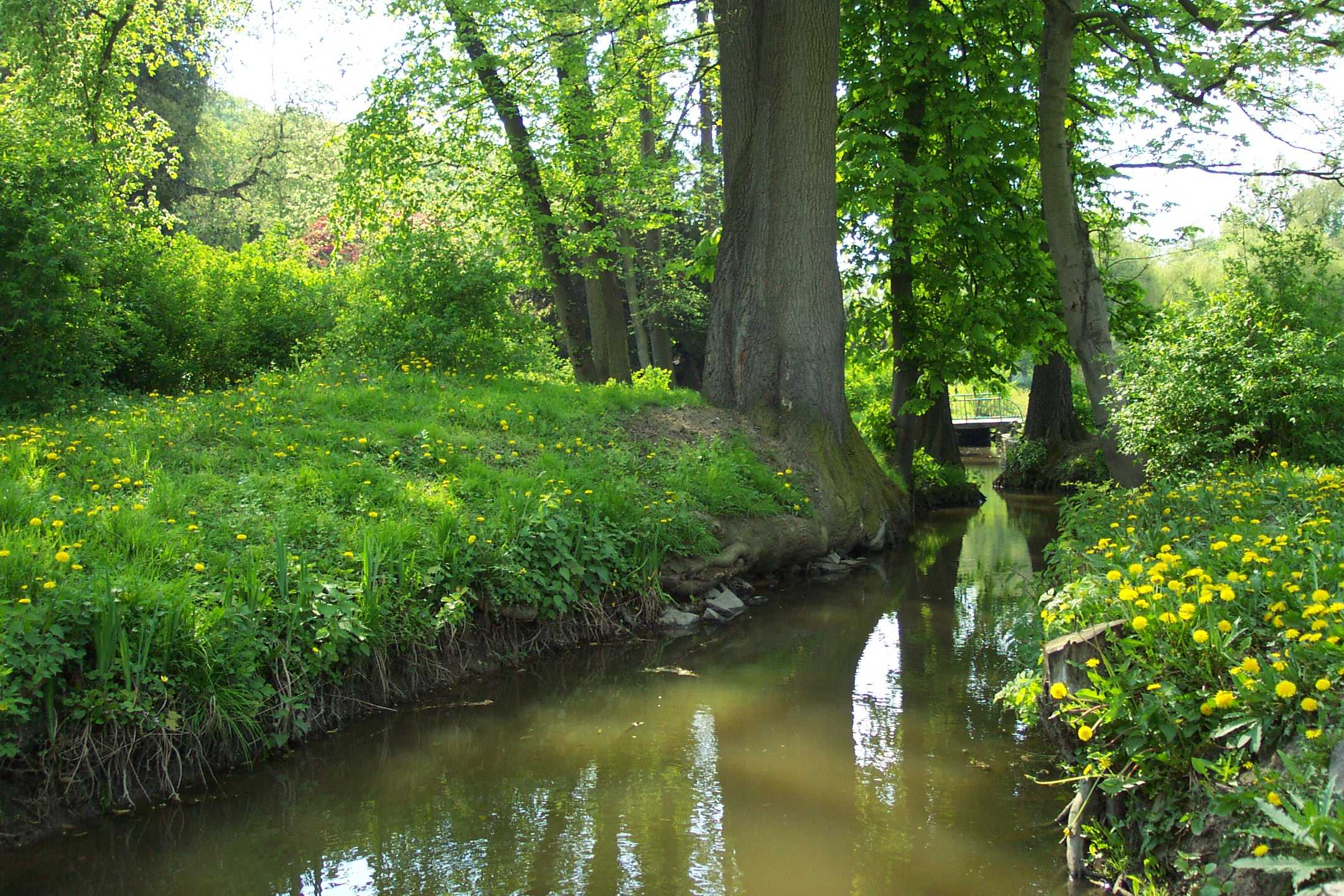
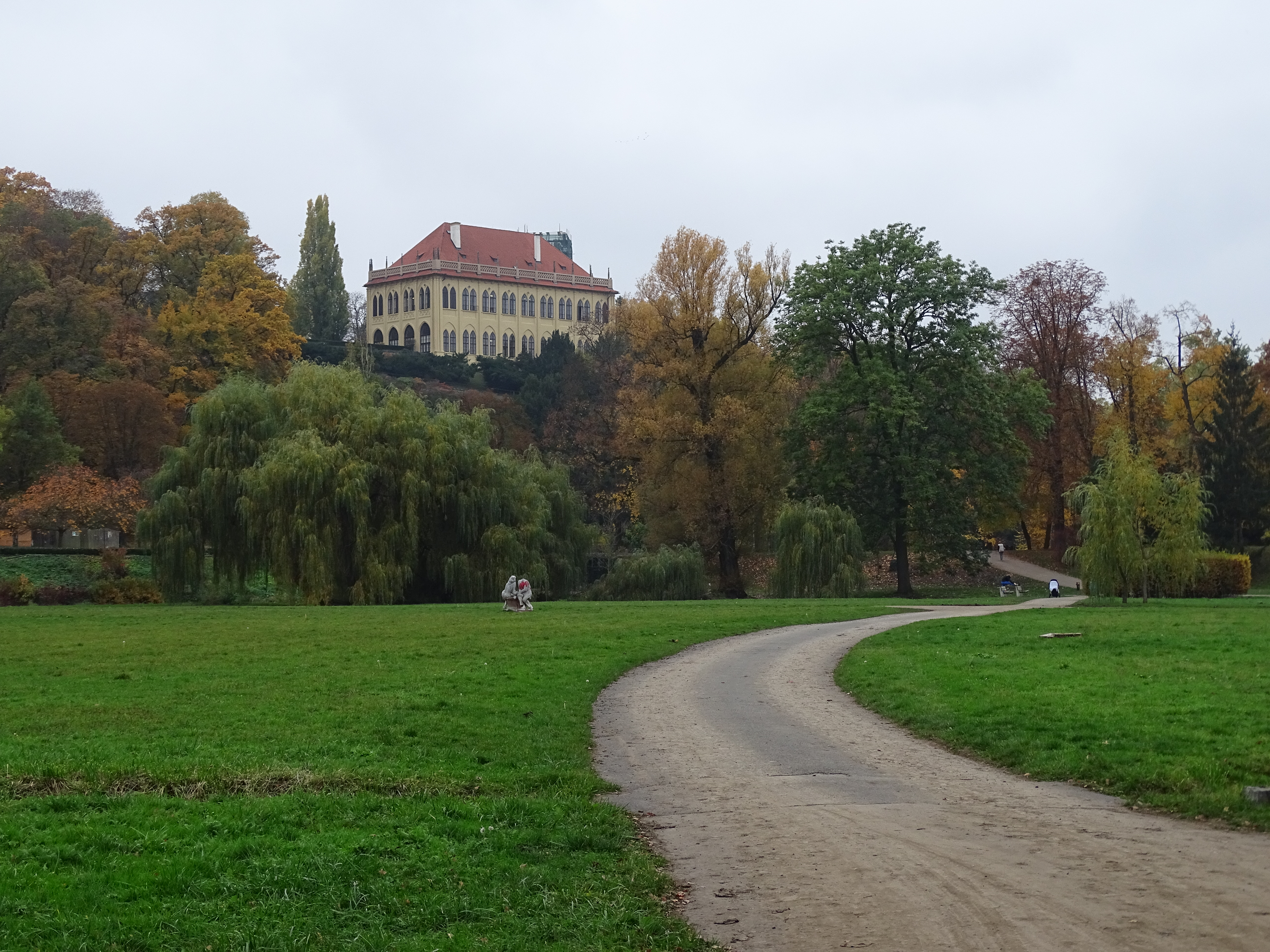

## Liens et références
1. 1 2  Vaclav Kohlík, http://www.praha-priroda.cz/priloha/51cda1b540d7c/planpece-pp-kralovska-obora-2010-2019-51cda1f37de07.pdf, le 19 mars 2023
2. ↑  https://drusop.nature.cz/ost/chrobjekty/zchru/index.php?SHOW_ONE=1&ID=1118, le 19 mars 2023
3. ↑  Modèle:MonumNet

- Notices d'autorité :   - VIAF
  - Tchéquie
- Ressource relative à l'architecture :   - MonumNet
- Ressources relatives à la géographie :   - Common Database on Designated Areas
  - World Database on Protected Areas